# Dmitrij Mamin-Sibirjak
Dmitrij Narkisovitj Mamin-Sibirjak (ryska: Дмитрий Наркисович Мамин-Сибиряк), född 6 november 1852 i Visimo-Sjajtanskij zavod i guvernementet Perm (numera i Sverdlovsk oblast), död 15 november (gamla stilen: 2 november) 1912 i Sankt Petersburg, var en rysk författare. 
Mamin-Sibirjak gjorde sig känd som novellistisk skildrare av livet i västra Sibirien. Hans förnämsta romaner är Gornoje gnjezdo (Bergnästet, 1884), Zoloto (Guld, 1892) och Vesennija grozy (Vårstormar, 1893). Hans Uralskie razskazy finns i svensk översättning av Rafael Lindqvist ("Från Ural", 1904). Dessutom skrev han en mängd sagor och historier om och för barn.